# 埃馬鎮區 (伊利諾伊州懷特縣)
埃馬鎮區（英語：Emma Township）是位於美國伊利諾伊州懷特縣的一個行政鎮區。

## 地方資料
根據2010年美國人口普查的數據，埃馬鎮區的面積為171.00平方千米，當中陸地面積為164.00平方千米，而水域面積為7.00平方千米。當地共有人口377人，而人口密度為每平方千米2.2人。